# Бобруйский завод биотехнологий
ОАО «Бобруйский завод биотехнологий» (до 2013 года — Бобруйский гидролизный завод; бел. Бабруйскі завод біятэхналогій; Бабруйскі гідролізны завод) — белорусское предприятие по производству технического и пищевого спирта, двуокиси углерода, биотехнологической продукции для сельского хозяйства. Входит в ГНПО «Химический синтез и биотехнологии» Национальной академии наук Беларуси.

## История
В 1932 году Всебелорусская конференция по химизации сельского хозяйства приняла резолюцию о строительстве гидролизно-спиртового завода. Строительство началось в 1934 году. В 1936 году в Бобруйске был введён в эксплуатацию гидролизный завод № 4 для переработки отходов Бобруйского деревообрабатывающего комбината. В годы Великой Отечественной войны завод был разрушен, к 1947 году восстановлен. С 1950 года — Бобруйский гидролизный завод. В 1960 году на заводе был введён в эксплуатацию цех по производству углекислоты, в 1967 году — цех по производству кормовых дрожжей. В 1966—1978 годах завод подчинялся Главному управлению микробиологической промышленности при Совете Министров БССР. В 1978 году завод был преобразован в производственное объединение (Бобруйское производственное гидролизное объединение «Бобруйскгидролизпром»), которое входило в состав Всесоюзного производственного объединения «Союзгидролизпром». В 1979 году на заводе были введены в эксплуатацию локальные очистные сооружения. В 1985 году завод освоил производство заменителя женьшеня. В 1986 году ПО «Бобруйскгидролизпром» вошло в состав Белорусского НПО «Белбиотехнология» (с 1987 года — Белорусское НПО «Белмедбиопром»). В 1991 году завод освоил производство товаров народного потребления — пеномоющих средств, лосьонов, кремов, одеколонов. В 1994 году был открыт цех ректификации этилового спирта. В 1998 году на заводе началось производство нескольких ветеринарных препаратов, биопрепаратов и средств защиты растений. В 1992—1996 годах завод последовательно находился в составе Комитета фармацевтической и микробиологической промышленности при Совете Министров Республики Беларусь, Комитета химической и микробиологической промышленности Министерства промышленности Республики Беларусь, 14 октября 1996 года вошёл в состав концерна «Белбиофарм». В 2000 году завод преобразован в республиканское унитарное предприятие (Бобруйское РУП «Гидролизный завод») концерна «Белбиофарм». В 2013 году предприятие было переименовано в Бобруйский завод биотехнологий с сохранением организационно-правовой формы.

## Современное состояние
По состоянию на 2010 год на заводе работало 742 человека, производственные мощности составляли 600 тыс. дал спирта этилового ректифицированного технического, 13 тыс. т кормовых дрожжей, 2,5 тыс. т жидкой двуокиси углерода. К 2020 году среднесписочная численность работников сократилась до 440 человек. По состоянию на 1 января 2020 года 100% акций предприятия находились в государственной собственности. Чистая прибыль за 2019 года составила 304 тыс. рублей (~140 тыс. долларов). Часть пищевого спирта завод поставляет производителям вино-водочной продукции.